# دوميكيلا
دوميكيلا، (بالإنجليزية: Domicella)‏، (اربينو: Dimmocella)، هي بلدية في مقاطعة أفيلينو، كامبانيا، جنوب إيطاليا.

## السكان
في سنة 1861 بلغ عدد السكان 1٬061 نسمة، وتطور العدد ليصل في سنة 2011 لـ 1٬873 نسمة.
يظهر هذا المخطط البياني تطور النمو السكاني لـ دوميكيلا